# Andoryt
Andoryt – minerał klasy siarczków. 

## Właściwości
Krystalizuje w układzie rombowym. Wykształca kryształy o pokroju słupkowym lub grubotabliczkowym, podłużnie prążkowanym. Występuje w skupieniach zbitych. Jest minerałem kruchym i nieprzezroczystym. Zazwyczaj czarny lub szary w odcieniach z czarną rysą. Posiada metaliczny połysk. Częstymi zanieczyszczeniami w strukturze są miedź, cynk oraz żelazo. 

## Występowanie
Występuje w utworach hydrotermalnych, przede wszystkim subwulkanicznych. Towarzyszą mu antymonit, kasyteryt, piryt, sfaleryt, tetraedryt, kwarc i bournonit. 

## Miejsce występowania
- Baia Sprie, Rumunia
- Oruro, Boliwia[2]
- Kanada
- Chiny[2]
- Francja[2]
- Rosja[2]
- Stany Zjednoczone (Nevada, Kalifornia, Waszyngton)[2]